# Sefer Tora

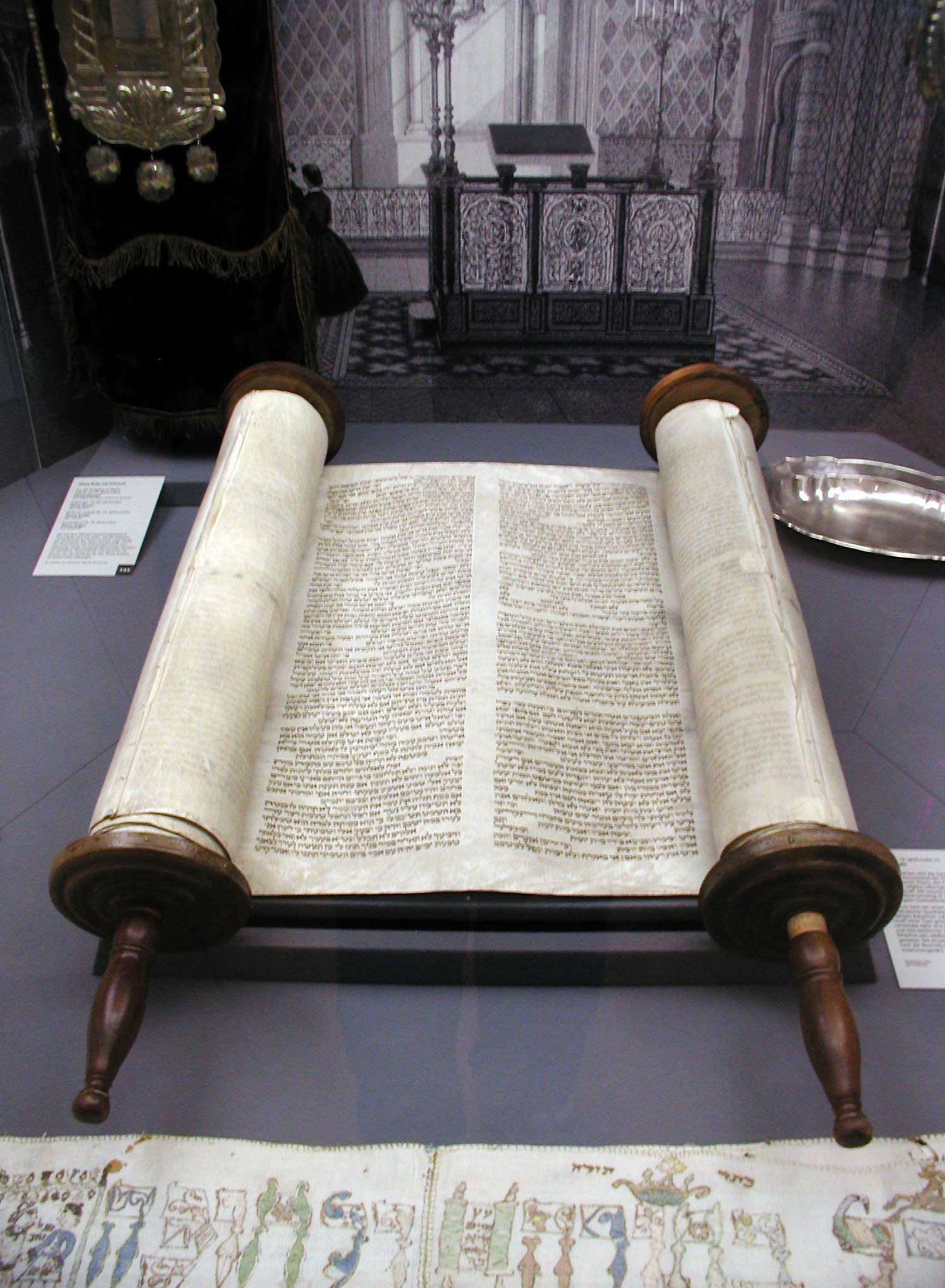
Sefer Tora z synagogi w Kolonii

Sefer Tora (hebr. = Księga Tory; jid. Sefertojre) – zwój (rodał) z hebrajskim tekstem Pięciu Ksiąg Mojżeszowych, przepisywane ręcznie przez wykwalifikowanego sofera na pergaminowym zwoju. W tradycji Tora była przedstawiana symbolicznie jako Drzewo Życia – „wieczne życie zasadzone w naszych umysłach”. To z tego powodu drzewce zwoju Tory zostały nazwane acej chajim (liczba mnoga od hebr. ec chajim = drzewo życia), zaś umieszczone na nich zdobienia symbolizujące owoce granatu: rimmonim (l.mn. hebr. = owoce granatu).